# 社会正能量
社会正能量（英语：Harmony Society）是凤凰卫视的周播社会观察节目，2013年1月5日开播，由凤凰卫视新闻主播陈淑琬主持。节目透过一个个感动人心的故事，见证人间大爱与真善美，并由各界学者、专家、名人发表意见或精辟见解，共同构建当代公共话语空间，坚守转型期的社会伦理底线，寻找并传递推进社会前行的正能量。

## 节目开场口号
|  | 你我正能量，社会更向上。 |

## 冠名
- 2013年节目由中国民生银行冠名，定名为民生银行信用卡·社会正能量。
- 2014年3月起改由陕汽集团冠名，更名为陕汽重卡·社会正能量。
- 2016年起，本節目改由加多宝冠名，並加入鳳凰衝擊播星期四時段，以取代原節目《社會能見度》。
- 2017年起，本節目沒有任何冠名商。

## 播出时间
在开播之初，凤凰卫视中文台定在周六18:30-18:55首播，2014年至2015年改为周日首播，时间不变。
现时各频道播出时间如下：
- 凤凰卫视中文台：香港时间星期四22:00-22:30 首播；星期五03:25-04:00、15:30-16:05重播。
- 凤凰卫视欧洲台：格林威治时间星期日15:55-16:25、星期一01:00-01:30、10:15-10:45。
- 凤凰卫视美洲台：美国西岸时间星期日10:30-11:00、20:40-21:10、星期一04:35-05:05。
- 凤凰卫视澳洲版：悉尼时间星期一00:55-01:25、10:00-10:30、19:15-19:45。

## 部分讨论话题
- 2013-01-05：神九与天宫一号成功实现载人空间交会对接
- 2013-01-26：中国老龄事业发展
- 2013-03-02：李双江之子涉轮奸案引发社会热议与反思
- 2013-04-13：H7N9来袭 人类严阵以待
- 2013-06-08：中国式过马路
- 2013-08-03：小时代VS大时代
- 2013-08-17：网络反腐
- 2013-09-21：汉字是否正在遭遇一场前所未见的危机
- 2013-10-12：旅游法能否遏制旅游乱象
- 2013-11-02：善待差异——香港内地一家人
- 2013-11-16：中国式广场舞困惑
- 2013-12-21：如何约束“人肉搜索”
- 2014-01-05：中国人的社交危机
- 2014-03-02：婴儿安全岛缘何成为“弃婴胜地”
- 2014-03-16：灾难之后传媒的正能量
- 2014-05-25：英语是否应该退出高考
- 2014-06-15：如何预防和遏制青少年暴力
- 2014-06-29：致命的网瘾
- 2014-07-06：啃老